# Allium egorovae
Allium egorovae är en amaryllisväxtart som beskrevs av Mariam V. Agababjan och Marina E. Oganesian. Allium egorovae ingår i släktet lökar, och familjen amaryllisväxter. Inga underarter finns listade i Catalogue of Life.